# Електрически мотрисен влак БДЖ серия 33.000
Електрически мотрисен влак БДЖ серия 33.000 (ЕМВ 33) – съветски електрически мотрисен влак за БДЖ производство на Рижкия Вагоностроителен Завод (латв. Rīgas Vagonbūves Rūpnīca, RVR). Известен също като ЭР33.

## История
Към края на 80-те години на 20-ти век БДЖ решават да закупят за своите нужди още електрически мотрисни влакове (ЕМВ) серия 32.000. Заводът-производител обаче е спрял производството им. В този момент се изработва един вариант за Югославските железници (Југословенске железнице – JЖ), подобрена версия на серия 32.000. Първоначалната идея е била да се внесат 30 – 40 комплектни влака. Договорът е сключен и те започват да пристигат от 1990 г. След 1991 г. обаче поради финансови затруднения доставките са прекратени, като с големи трудности е осигурено заплащането на последния, получен през 1992 г. Така ЕМВ серия 33.000 остават само 6 броя.

## Конструкция
Основните конструктивни елементи на вагоните в ЕМВ са същите като на серия 32.000. Един влак се състои от 4 вагона – 2 тракционни (командни) и 2 прикачни (апаратни, токоснемащи). Местата за сядане са 1 салон с 66 места във всеки тракционен и 81 в две отделения в апаратния, общо – 294 места. В предната част на тракционния вагон се намира кабина за управление, входно-изходно преддверие за персонала, колетно-багажно отделение с двустранно разположени двукрили врати, входно-изходно преддверие за пътници. В задната част – второ входно-изходно преддверие и тоалетната. Вагонът е върху две талиги, върху които са тяговите двигатели (по един за всяка колоос). Входно-изходните преддверия са в двата края, където са и тоалетните. Върху вагона са разположени токоснемателят, главният въздушен прекъсвач и други апарати и устройства. Двата вагона (тракционен и прикачен) са напълно комплектована експлоатационна единица, но за съставянето на един ЕМВ е необходима още една. Целта е да се получи симетричност на влака и безпроблемна смяна на посоката на движение на влака. Следователно ЕМВ серия 33.000 се състои от 4 вагона и тази композиция е неделима.

## Експлоатация
Всички ЕМВ серия 33 са зачислени в депо Подуяне. В експлоатация са в общ график с ЕМВ серия 32 .

## Експлоатационни и фабрични данни за ЕМВ 33.000[1]
| ЕМВ | БДЖ Експл. номер | година | Бележки                                |
| --- | ---------------- | ------ | -------------------------------------- |
| 1   | 33 001.9         | 1990   | Бракувани и нарязани 2012 г.           |
| 1   | 33 201.5         | 1990   | Бракувани и нарязани 2012 г.           |
| 1   | 33 202.3         | 1990   | Бракувани и нарязани 2012 г.           |
| 1   | 33 002.7         | 1990   | Бракувани и нарязани 2012 г.           |
| 2   | 33 003.5         | 1990   | Бракувани и нарязани 2011 г.           |
| 2   | 33 203.1         | 1990   | Бракувани и нарязани 2011 г.           |
| 2   | 33204.9          | 1990   | Бракувани и нарязани 2011 г.           |
| 2   | 33 004.3         | 1990   | Бракувани и нарязани 2011 г.           |
| 3   | 33 005.0         | 1991   | Бракувани и нарязани 2012 г.           |
| 3   | 33 205.6         | 1991   | Бракувани и нарязани 2012 г.           |
| 3   | 33 206.4         | 1991   | Бракувани и нарязани 2012 г.           |
| 3   | 33 006.8         | 1991   | Бракувани и нарязани 2012 г.           |
| 4   | 33 007.6         | 1991   | Бракувана 2016 г. Намира се в Асеново. |
| 4   | 33 207.2         | 1991   | Бракувана 2016 г. Намира се в Асеново. |
| 4   | 33 208.0         | 1991   | Бракувана 2016 г. Намира се в Асеново. |
| 4   | 33 008.4         | 1991   | Бракувана 2016 г. Намира се в Асеново. |
| 5   | 33 009.2         | 1991   | Бракувани и нарязани 2012 г.           |
| 5   | 33 209.8         | 1991   | Бракувани и нарязани 2012 г.           |
| 5   | 33 210.6         | 1991   | Бракувани и нарязани 2012 г.           |
| 5   | 33 010.0         | 1991   | Бракувани и нарязани 2012 г.           |
| 6   | 33 011.8         | 1992   | Бракувани и нарязани 2011 г.           |
| 6   | 33 211.4         | 1992   | Бракувани и нарязани 2011 г.           |
| 6   | 33 212.2         | 1992   | Бракувани и нарязани 2011 г.           |
| 6   | 33 012.6         | 1992   | Бракувани и нарязани 2011 г.           |